# 金澤健人
金澤 健人（かなざわ たけひと、1979年1月12日 - ）は、茨城県北茨城市出身の元プロ野球選手（投手）。右投右打。

## 経歴

### プロ入り前
茨城県立磯原高校時代は目立った活躍はしなかったが、1997年にNTT関東に入り、1998年の日本選手権でリリーフとして登板し、チームも優勝して注目を浴びた。NTTグループの再編によりNTT関東の野球部がその年限りで廃部となったため、規定より1年早く1998年のドラフト会議で阪神タイガースに2位指名され入団。

### 阪神時代
2002年には中継ぎを中心に50試合に登板、5勝を挙げた。
2003年も36試合で防御率2点台と安定感を誇った。日本シリーズ第2戦に登板したが、2回8失点を喫した。
2004年には史上9人目となる1イニング4奪三振を記録。
2005年に右肘を故障した。
2006年に復帰、4月9日に2年ぶりの勝利を挙げた。6月9日に結婚。
2007年の開幕前、正田樹との交換トレードで北海道日本ハムファイターズへ移籍。

### 日本ハム時代
2008年終盤に先発に転向するも10月2日に球団から戦力外通告を受けた。

### オリックス時代
その後の12球団合同トライアウトには参加しなかったが、オリックス・バファローズの入団テストを受けて11月15日に合格内定、12月8日に楽天を戦力外になった高波文一と共に正式に発表され、12月15日に正式に契約した。背番号は50。
2010年シーズン中の4月30日、荒金久雄・金子圭輔との2対1の交換トレードで福岡ソフトバンクホークスへ移籍した。

### ソフトバンク時代
9月18日の埼玉西武ライオンズ戦で3年ぶりの勝利を挙げた。移籍当初は点差の開いた場面での登板が主だったが、徐々に信頼をつかみ、2002年に次ぐ38試合に登板。甲藤啓介、森福允彦とともにリリーフの新戦力として台頭し、ホークスの7年ぶりの優勝に貢献した。
2011年は攝津正の先発転向、甲藤の故障などから前年よりも重要な場面での登板が増え、その期待に応える好投を見せた。7月20日の西武戦では初セーブ以来約9年ぶりとなるセーブを記録した。
自己最多の53試合に登板し防御率も1.66と安定した成績を残しチームの連覇に貢献し日本シリーズでは3試合に登板し3回無失点に抑えチームの日本一にも貢献した。
2012年も引き続きセットアッパーとしての役割を期待されオープン戦では好投するも、開幕直前に体調不良を訴え開幕は2軍で迎えた。それでも1軍昇格後は安定した投球を見せ、結果的に49試合に出場、防御率も昨シーズンよりは悪化したものの、それでも2点台にとどまりリリーフ陣の一角を担った。契約更改では、300万円増の4800万円で更改した。
2013年は中継ぎとして27試合に登板したものの、防御率が3点台を記録するなど、前年から調子を落とした。10月26日に球団から戦力外を通告された。通告後は12球団合同トライアウトへ参加するなど現役続行への道を模索したが、11月29日に現役引退を表明し、15年間のプロ野球生活に終止符を打った。
現役引退後はソフトバンクの打撃投手に転身し、2019年からはスコアラーを務めている。

## 選手としての特徴・人物
シュート、スライダーなどを駆使し、強気に内角を攻める投球が持ち味。現役時代は主に中継ぎ投手として活躍した。
阪神タイガース公式サイト等では「キンスケ」というニックネームで呼ばれていた。また、2003年の優勝祝賀会では、ABCの武田和歌子アナウンサーに「キンちゃん」と呼ばれていた。
ホークスの勝利の方程式SBMに甲藤、森福、金澤を加え火消シックスと呼ばれることがある。

## 詳細情報

### 年度別投手成績
| 年 度      | 球 団        | 登 板 | 先 発 | 完 投 | 完 封 | 無 四 球 | 勝 利 | 敗 戦 | セ 丨 ブ | ホ 丨 ル ド | 勝 率 | 打 者 | 投 球 回 | 被 安 打 | 被 本 塁 打 | 与 四 球 | 敬 遠 | 与 死 球 | 奪 三 振 | 暴 投 | ボ 丨 ク | 失 点 | 自 責 点 | 防 御 率 | W H I P |
| ---------- | ------------ | ----- | ----- | ----- | ----- | -------- | ----- | ----- | -------- | ----------- | ----- | ----- | -------- | -------- | ----------- | -------- | ----- | -------- | -------- | ----- | -------- | ----- | -------- | -------- | ------- |
| 2001       | 阪神         | 12    | 0     | 0     | 0     | 0        | 0     | 0     | 0        | --          | ----  | 66    | 13.0     | 22       | 1           | 8        | 0     | 1        | 6        | 0     | 1        | 13    | 10       | 6.92     | 2.31    |
| 2002       | 阪神         | 50    | 1     | 0     | 0     | 0        | 5     | 4     | 1        | --          | .556  | 299   | 68.2     | 68       | 5           | 22       | 3     | 8        | 52       | 5     | 0        | 33    | 33       | 4.33     | 1.31    |
| 2003       | 阪神         | 36    | 0     | 0     | 0     | 0        | 0     | 1     | 0        | --          | .000  | 225   | 55.2     | 48       | 7           | 10       | 0     | 1        | 44       | 2     | 0        | 23    | 17       | 2.75     | 1.04    |
| 2004       | 阪神         | 23    | 3     | 0     | 0     | 0        | 1     | 1     | 0        | --          | .500  | 182   | 43.1     | 39       | 7           | 13       | 0     | 4        | 42       | 3     | 0        | 18    | 17       | 3.53     | 1.20    |
| 2006       | 阪神         | 25    | 0     | 0     | 0     | 0        | 3     | 1     | 0        | 4           | .750  | 120   | 26.1     | 34       | 3           | 6        | 0     | 2        | 21       | 0     | 0        | 19    | 14       | 4.78     | 1.52    |
| 2007       | 日本ハム     | 10    | 2     | 0     | 0     | 0        | 1     | 1     | 0        | 1           | .500  | 106   | 22.1     | 27       | 6           | 12       | 0     | 3        | 9        | 2     | 0        | 21    | 21       | 8.46     | 1.75    |
| 2008       | 日本ハム     | 4     | 3     | 0     | 0     | 0        | 0     | 1     | 0        | 0           | .000  | 81    | 18.0     | 23       | 5           | 7        | 0     | 1        | 8        | 1     | 0        | 12    | 12       | 6.00     | 1.67    |
| 2009       | オリックス   | 5     | 0     | 0     | 0     | 0        | 0     | 0     | 0        | 0           | ----  | 36    | 7.2      | 10       | 2           | 3        | 0     | 1        | 5        | 0     | 0        | 4     | 4        | 4.70     | 1.70    |
| 2010       | ソフトバンク | 38    | 0     | 0     | 0     | 0        | 1     | 1     | 0        | 1           | .500  | 201   | 46.2     | 40       | 3           | 18       | 0     | 3        | 30       | 1     | 0        | 18    | 15       | 2.89     | 1.24    |
| 2011       | ソフトバンク | 53    | 0     | 0     | 0     | 0        | 1     | 1     | 3        | 16          | .500  | 173   | 43.1     | 31       | 2           | 12       | 1     | 3        | 30       | 2     | 0        | 9     | 8        | 1.66     | 0.99    |
| 2012       | ソフトバンク | 49    | 0     | 0     | 0     | 0        | 1     | 0     | 0        | 7           | 1.000 | 184   | 44.1     | 36       | 2           | 14       | 2     | 3        | 28       | 2     | 0        | 18    | 12       | 2.44     | 1.13    |
| 2013       | ソフトバンク | 27    | 0     | 0     | 0     | 0        | 2     | 0     | 0        | 3           | 1.000 | 101   | 23.0     | 19       | 2           | 12       | 0     | 0        | 12       | 1     | 0        | 9     | 8        | 3.13     | 1.35    |
| 通算：12年 | 通算：12年   | 332   | 9     | 0     | 0     | 0        | 15    | 11    | 4        | 32          | .577  | 1774  | 412.1    | 397      | 45          | 137      | 6     | 30       | 287      | 19    | 1        | 197   | 171      | 3.73     | 1.30    |

### 記録
初記録
投手記録
- 初登板：2001年8月28日、対読売ジャイアンツ23回戦（阪神甲子園球場）、8回表に3番手で救援登板・完了、2回無失点
- 初奪三振：同上、9回表に入来祐作から空振り三振
- 初勝利：2002年4月4日、対横浜ベイスターズ3回戦（横浜スタジアム）、10回裏に3番手で救援登板、1回無失点
- 初セーブ：2002年6月1日、対ヤクルトスワローズ10回戦（千葉マリンスタジアム）、7回裏に3番手で救援登板・完了、3回無失点
- 初先発登板・初先発勝利：2002年10月12日、対広島東洋カープ28回戦（広島市民球場）、5回1失点
- 初ホールド：2007年4月18日、対西武ライオンズ5回戦（インボイスSEIBUドーム）、6回裏に2番手で救援登板、1回1/3を1失点

打撃記録
- 初安打：2003年8月17日、対読売ジャイアンツ21回戦（東京ドーム）、5回表に久保裕也から中前安打

その他の記録
- 1イニング4奪三振：2004年8月1日、対読売ジャイアンツ21回戦（阪神甲子園球場）、2回表に小久保裕紀（振り逃げ）・二岡智宏・佐藤宏志・仁志敏久から ※史上9人目（10度目・阪神の投手初）

### 背番号
- 20 （1999年 - 2006年）
- 28 （2007年 - 2008年）
- 50 （2009年 - 2010年途中）
- 51 （2010年途中 - 2013年）
- 106 （2014年 -2018年 ）

### 登場曲
- 「The Black Parade」My Chemical Romance
- 「Get Right」Jennifer Lopez